# Lissonota penerecta
Lissonota penerecta là một loài tò vò trong họ Ichneumonidae.